# 情報通信振興会
一般財団法人情報通信振興会（じょうほうつうしんしんこうかい）は、情報通信の普及発達や情報通信関係者の技能知識の向上を図ることを主な目的とする非営利団体である。
略称は、旧称の電波振興会（Denpa Shinkou Kai）、電気通信振興会（Denkitsushin Shinkou Kai）にちなむDSK。
元総務省所管。

## 概要
主要業務
- 情報通信行政に関する調査研究及びICT普及振興業務
- 情報通信施設の設置及び利用に関する調査・支援
- 無線局用業務図書及び情報通信業務参考図書等の刊行頒布
- 無線従事者の育成及び知識技能の向上のための図書類の刊行頒布並びに講習
- 情報通信関係者の知識の向上

## 沿革
- 1950年（昭和25年）- 任意団体電波振興会として設立、本部は東京都港区飯倉町（現・麻布台）
- 1952年（昭和27年）- 財団法人に移行、雑誌『電波受験界』発刊
- 1983年（昭和58年）- パーソナル無線の申請代行業務を開始（ロムカートリッジ書込みを含む）
- 1984年（昭和59年）- 本部が東京都豊島区駒込に移転
- 1985年（昭和60年）- 電気通信振興会と改称
- 2010年（平成22年）- パーソナル無線の申請代行業務を終了（ロムカートリッジ書込みは継続）[3]
- 2011年（平成23年）- 一般財団法人に移行し情報通信振興会と改称[4]
- 2014年（平成26年）- 電波法令wikiをオープン[5]
- 2017年（平成29年）- 電波法令wikiを情報通信法令wikiに拡充[6]
- 2018年（平成30年）- 電波受験界休刊[7]、「電波受験界」ホームページ開設[8]
- 2021年（令和3年）- パーソナル無線のロムカートリッジ書込み業務を終了[9]
- 2022年（令和4年）- 情報通信法令wikiを中止[10]
- 2023年（令和5年）- eラーニングによる第三級陸上特殊無線技士の無線従事者養成課程を開設[11]